# Myriochila plurinotata
Myriochila plurinotata is een keversoort uit de familie van de loopkevers (Carabidae). De wetenschappelijke naam van de soort is voor het eerst geldig gepubliceerd in 1839 door Audouin & Brulle.
De soort komt voor in verschillende habitats zoals bossen en graslanden in Europa en Noord-Afrika. De kever is 10 tot 14 millimeter lang en heeft een zwartbruine kleur met lichte vlekken op de dekschilden. Hij jaagt op kleinere insecten en is actief van april tot oktober. Vrouwtjes leggen eieren in de bodem, waar de larven zich voeden met kleinere insecten.